# 中相作
中 相作（なか しょうさく、1953年- ）は、日本の江戸川乱歩研究者。
三重県出身。三重県立上野高校卒業。名張市立図書館乱歩資料担当嘱託を務めた後、編集業。嘱託時代に江戸川乱歩の詳細な書誌書を刊行し、フリーとなっても活動を継続している。
2018年、初の商業出版本『乱歩謎解きクロニクル』を刊行し、本格ミステリ大賞評論部門を受賞した。
2019年、名張ユネスコ協会から、名張市内で文化や自然の継承に取り組む個人や団体を顕彰する「なばりのたからもの功労者」に認定された。

## 候補・受賞
- 1995年	 「探偵乱歩」で第2回創元推理評論賞候補
- 1996年	「家殺しの主題によるインテルメッツオ」で第3回創元推理評論賞候補
- 2019年	『乱歩謎解きクロニクル』で第72回日本推理作家協会賞（評論・その他部門）候補、第19回本格ミステリ大賞（評論部門）受賞[4]。
- 2024年 『江戸川乱歩年譜集成』（中相作 編）で第77回日本推理作家協会賞（評論・研究部門）受賞[5]。

## 著書
- 名張文化のあゆみ : 創立15周年記念誌 中相作 著 名張文化協会 1993
- 乱歩文献データブック 名張市立図書館 名張市立図書館 1997 (江戸川乱歩リファレンスブック ; 1)
- 江戸川乱歩執筆年譜 平井隆太郎, 中島河太郎 監修 名張市立図書館 1998 (江戸川乱歩リファレンスブック ; 2)
- 江戸川乱歩著書目録 平井隆太郎 監修 名張市立図書館 2003 (江戸川乱歩リファレンスブック ; 3)
- 子不語の夢 : 江戸川乱歩小酒井不木往復書簡集 江戸川乱歩, 小酒井不木 [著],中相作, 本多正一 監修,浜田雄介 編 乱歩蔵びらき委員会 2004
- 伊賀一筆 = Iga ippitsu 第1号 中相作 編 名張人外境 2014
- 涙香、「新青年」、乱歩: 附　「陰獣」から「双生児」ができる話 中相作 (著)  名張人外境 （電子書籍） 2016
- 乱歩謎解きクロニクル 中相作 著 言視舎 2018
- 伊賀一筆 = Iga ippitsu 第2号 中相作 編 名張人外境 2019
- うつし世の三重 : 江戸川乱歩三重県随筆集 江戸川乱歩 著,中相作 編 伊賀文学振興会 2020
- 江戸川乱歩年譜集成：中相作 編 藍峯舎 2023 (江戸川乱歩リファレンスブック ; 4)

## 注
1. 1 2 3  honto10著者紹介
2. ↑  honte10著者紹介
3. ↑  毎日新聞・新たに２人、山田さんと中さん・ユネスコ協選定　／三重
4. ↑  “2019年度 第19回本格ミステリ大賞”.   本格ミステリ作家クラブ. 2025年7月7日閲覧。
5. ↑  mwjsince1947の2024年5月13日のツイート、2024年5月13日閲覧。